# Schloss Reichenberg (Unterfranken)

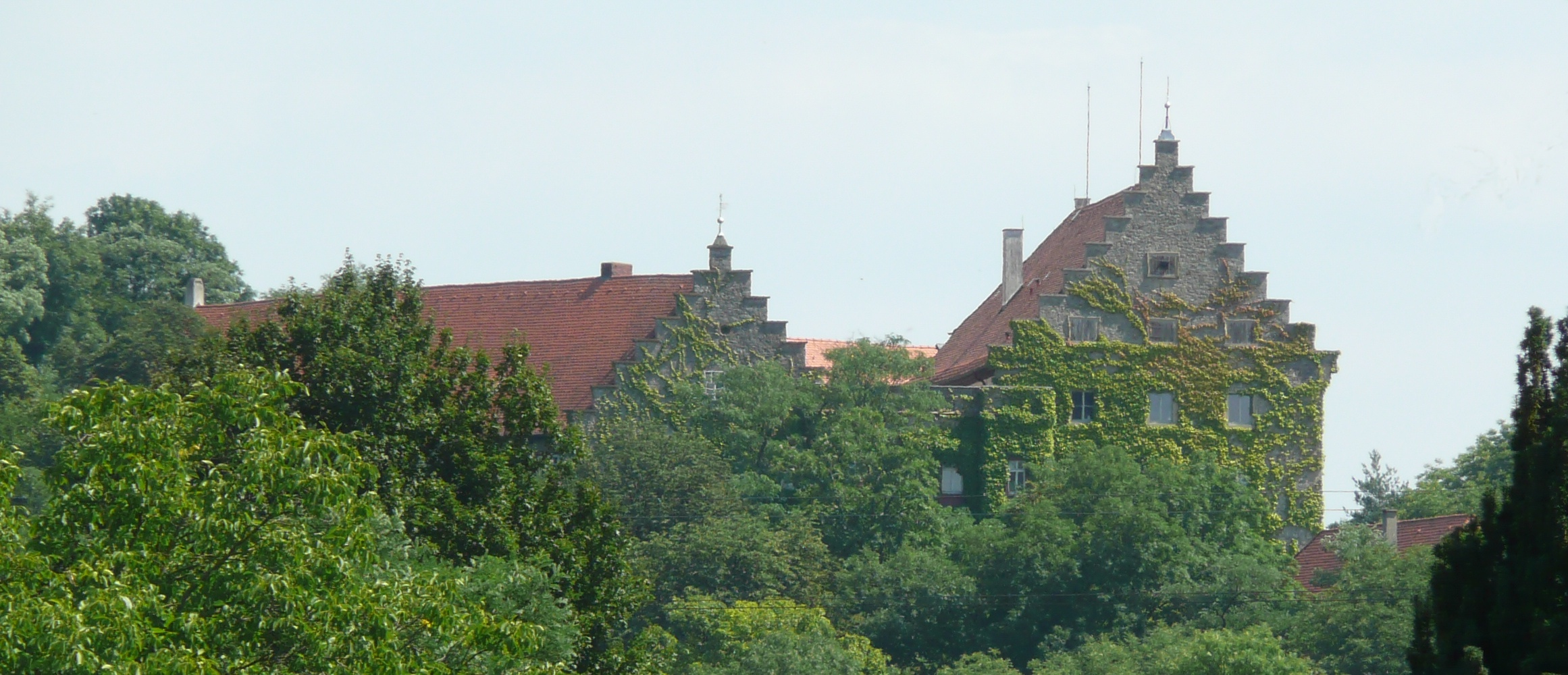
Schloss Reichenberg, von Westen aus gesehen

Das Schloss Reichenberg ist ein östlich von Reichenberg im Landkreis Würzburg in Unterfranken gelegenes Schloss. Es befindet sich in Privatbesitz von Christoph von Seydlitz-Wolffskeel und steht als Einzelbaudenkmal unter Denkmalschutz.

## Geschichte
Die Anlage wurde wohl bereits Anfang des 13. Jahrhunderts von den Herren von Reichenberg auf befestigtem Gelände erbaut. Erstmals erwähnt wurde das Schloss im Jahre 1271. Nachdem es in Besitz der fränkischen Adelsgeschlechter Seinsheim und Hohenlohe war, erwarb es Ritter Eberhard von Wolfskeel 1376 als Lehenssitz. Seitdem nennt sich die Familie nach ihrem Stammsitz „Wolfskeel von Reichenberg“. Das Schloss befindet sich noch heute im Besitz von Nachfahren: Der gegenwärtige Eigentümer Christoph von Seydlitz-Wolffskeel ist ein Enkel von Luitpold Graf Wolffskeel von Reichenberg und Sohn von Friedrich von Seydlitz-Kurzbach und Emma-Sophie Gräfin Wolffskeel von Reichenberg.
Während des Bauernkrieges wurde das Schloss 1525 teilweise zerstört. Von der ursprünglichen Befestigungsanlage sind heute nur rudimentäre Reste der Mauer und der Sockel eines runden Turmes erhalten.
Im 17. Jahrhundert wurde der Nordbau, im 18. Jahrhundert der Südbau des Schlosses errichtet. Die zwei Wohnbauten tragen Treppengiebel und sind im Stil der Renaissance errichtet. Der Giebel und das Obergeschoss des Nordbaus wurden 1615 in Fachwerkbauweise ausgeführt. Zudem besitzt der Südbau barocke Fensterrahmen. Um den gut 400 Quadratmeter großen, trapezförmigen Innenhof liegen neben den Wohnbauten mehrere Wirtschaftsgebäude. Die gesamte Anlage ist durch einen dreieckigen Bering umgeben.
Im Jahr 1997 wurde das Schloss von Grund auf restauriert. Dafür wurden die Besitzer mit der Denkmalschutzmedaille des Bayerischen Staatsministeriums für Wissenschaft, Forschung und Kunst ausgezeichnet.